# Kurtalići
Kurtalići (cyr. Курталићи) – wieś w Bośni i Hercegowinie, w Republice Serbskiej, w gminie Višegrad. W 2013 roku liczyła 8 mieszkańców.